# Kurza Góra
Kurza Góra (dawn. Kurzagóra Nowa) – wieś w Polsce położona w województwie wielkopolskim, w powiecie kościańskim, w gminie Kościan, w pobliżu kanału Obra. Od wschodu graniczy z dawną wsią Kurza Góra (dawniej Kurzagóra Stara), od 1954 w granicach Kościana.
Część wsi należąca do starostwa kościańskiego, pod koniec XVI wieku leżała w powiecie kościańskim województwa poznańskiego.
We wczesnym średniowieczu na południowy zachód od Kurzej Góry istniał gród słowiański, którego pozostałościami są zachowane do dzisiaj fragmenty wałów. 
W okresie Wielkiego Księstwa Poznańskiego (1815-1848) wzmiankowane są dwie miejscowości: Kurza góra stara i Kurza góra nowa. Obie należały do wsi większych w ówczesnym powiecie Kosten rejencji poznańskiej. Kurza góra stara i nowa należały do okręgu kościańskiego tego powiatu i stanowiły część majątku Bonikowo, który należał wówczas do Anzelma Chłapowskiego. Według spisu urzędowego z 1837 roku Kurza góra stara liczyła 261 mieszkańców i 18 dymów (domostw), natomiast Kurza góra nowa liczyła 115 mieszkańców i 15 dymów.
W latach 1975–1998 miejscowość administracyjnie należała do województwa leszczyńskiego.
Zobacz też: Kurza, Kurzacze